# Yakou Méïté
Yakou Méïté est un footballeur international ivoirien, né le 11 février 1996 à Paris, évoluant au poste d'ailier gauche.

## Biographie

### En club
Il participe à l'UEFA Youth League avec l'équipe des moins de 19 ans du Paris Saint-Germain. Il inscrit lors de cette compétition un doublé en novembre 2014 contre l'APOEL Nicosie.
Il délivre cinq passes décisives, finiras dans les deuxième meilleur passeur de la Youth Ligue de l'UEFA 2014-2015.
Le 9 avril 2016, il entre en jeu face à l'En avant Guingamp pour le compte de la 33e journée de Ligue 1. Ce match lui permet d'obtenir le titre de Champion de France avec son club formateur. 

### En équipe nationale
Avec l'équipe de Côte d'Ivoire des moins de 17 ans, il participe à la Coupe du monde des moins de 17 ans en 2013. Lors du mondial junior, il joue cinq matchs, inscrivant un but contre la Nouvelle-Zélande. Il délivre également deux passes décisives, contre la Nouvelle-Zélande et le Maroc. La Côte d'Ivoire s'incline en quart de finale contre l'Argentine.
Avec l'équipe de Côte d'Ivoire des moins de 20 ans, il participe à la Coupe d'Afrique des nations junior en 2015. Lors de cette compétition, il joue trois matchs, inscrivant un but contre le Congo.

## Statistiques
| Saison                | Club                          | Championnat           | Championnat | Championnat | Coupe nationale | Coupe nationale | Coupe de la Ligue | Coupe de la Ligue | Total | Total |
| Saison                | Club                          | Division              | M.          | B.          | M.              | B.              | M.                | B.                | M.    | B.    |
| 2015-2016             | Paris Saint-Germain           | Ligue 1               | 1           | 0           | -               | -               | -                 | -                 | 1     | 0     |
| 2016-2017             | Reading FC                    | Championship          | 14          | 1           | -               | -               | 1                 | 0                 | 15    | 1     |
| 2018-2019             | Reading FC                    | Championship          | 37          | 12          | 1               | 0               | 2                 | 1                 | 40    | 13    |
| 2019-2020             | Reading FC                    | Championship          | 40          | 13          | 3               | 2               | 2                 | 2                 | 45    | 17    |
| 2020-2021             | Reading FC                    | Championship          | 25          | 12          | -               | -               | -                 | -                 | 25    | 12    |
| 2021-2022             | Reading FC                    | Championship          | 13          | 0           | -               | -               | -                 | -                 | 13    | 0     |
| 2022-2023             | Reading FC                    | Championship          | 27          | 4           | -               | -               | -                 | -                 | 27    | 4     |
| Sous-total            | Sous-total                    | Sous-total            | 156         | 42          | 4               | 2               | 5                 | 3                 | 165   | 47    |
| 2017-2018             | FC Sochaux-Montbéliard (prêt) | Ligue 2               | 31          | 3           | 4               | 2               | 1                 | 0                 | 36    | 5     |
| 2023-2024             | Cardiff City                  | Championship          | 38          | 2           | -               | -               | -                 | -                 | 38    | 2     |
| 2024-2025             | Cardiff City                  | Championship          | 34          | 3           | -               | -               | -                 | -                 | 34    | 3     |
| Sous-total            | Sous-total                    | Sous-total            | 72          | 5           | -               | -               | -                 | -                 | 72    | 5     |
| Total sur la carrière | Total sur la carrière         | Total sur la carrière | 260         | 50          | 8               | 4               | 6                 | 3                 | 274   | 57    |

## Palmarès

### En club
Paris Saint-Germain
- Ligue 1
  - Champion : 2016